# Silent Night (film, 2021)
Pour les articles homonymes, voir Silent Night.
Pour plus de détails, voir Fiche technique et Distribution.
Silent Night est un thriller de Noël britannique écrit et réalisé par Camille Griffin, sorti en 2021.
Il est présenté en avant-première au festival international du film de Toronto 2021.
En France, lors de la sortie en DVD, ce film est titré sous Joyeuse Fin du monde.

## Synopsis
Lors d'un dîner de Noël serein et gai, quelque part dans la campagne anglaise, un couple, Nell et Simon, et leur entourage familial apprennent que la fin du monde est imminente et, surtout, qu'il ne leur reste plus beaucoup de temps à vivre tandis que le gouvernement incite la population à se donner la mort pour éviter une future mort douloureuse.

## Fiche technique
Sauf indication contraire, les informations mentionnées dans cette section peuvent être confirmées par la base de données cinématographiques IMDb,  présente dans la section « Liens externes ».
- Titre original : Silent Night
- Titre français : Silent Night ; Joyeuse Fin du monde (DVD)
- Réalisation et scénario : Camille Griffin
- Musique : Lorne Balfe
- Décors : Franckie Diago
- Costumes : Stephanie Collie
- Photographie : Sam Renton
- Montage : Pia Di Ciaula et Martin Walsh
- Production : Celine Rattray, Trudie Styler et Matthew Vaughn
- Production déléguée : Adam Bohling, Pietro Greppi, Audra LaBrosse, Stephen Marks, Peter Morgan, Carlos PeresDavid Reid, Claudia Schiffer et Hélène Théodoly
- Coproduction : Greg McManus
- Sociétés de production : Marv Films et Maven Screen Media
- Société de distribution : Altitude Film Distribution
- Pays de production :  Royaume-Uni
- Langue originale : anglais
- Format : couleur — 2,39:1
- Genres : thriller ; comédie noire
- Durée : 93 minutes
- Dates de sortie :  
  - Canada : 16 septembre 2021 (Festival international du film de Toronto)
  - Royaume-Uni : 3 décembre 2021
  - France : 17 avril 2022 (festival Hallucinations collectives à Lyon)[2] ; 23 septembre 2022 (DVD)

## Distribution
- Keira Knightley (VF : Sybille Tureau) : Nell
- Matthew Goode (VFB : Michelangelo Marchese) : Simon
- Annabelle Wallis (VFB : Séverine Cayron) : Sandra
- Lucy Punch (VFB : Marcha Van Boven) : Bella
- Kirby Howell-Baptiste (VFB : Mélissa Windal) : Alex
- Lily-Rose Depp (VFB : Sofia Abouatmane) : Sophie
- Roman Griffin Davis (VFB : Arthur Dubois) : Art
- Sope Dirisu (VFB : Jean-François Rossion) : James
- Holly Aird (en) : Susie
- Rufus Jones (en) (VFB : Alain Eloy) : Tony
- Dora Davis : Dani
- Davida McKenzie : Kitty
- Gilby Griffin Davis (VFB : Emile Salamone) : Thomas
- Hardy Griffin Davis (VFB : Emile Salamone) : Hardy
- Trudie Styler (VFB : Jacqueline Ghaye) : Nicole

## Production
En janvier 2020, on annonce que Camille Griffin ferait ses débuts avec le film, avec Keira Knightley, Roman Griffin Davis, Matthew Goode et Annabelle Wallis. Lily-Rose Depp, Kirby Howell-Baptiste, Davida McKenzie, Rufus Jones, Sope Dirisu et Lucy Punch ont été choisis le mois suivant, le tournage commençant le 17 février,,,.

## Accueil
La première mondiale a lieu au festival international du film de Toronto le 16 septembre 2021. Auparavant, RLJE Films et AMC+ avaient acquis les droits de distribution du film aux États-Unis. Le film est sorti le 3 décembre 2021 dans plusieurs pays, dont le Royaume-Uni.